# أدورا (مغنية)
بارك سوهيون (هانغل: 박수현) (من مواليد 25 سبتمبر 1997)، والمعروفة باسمها المسرحي أدورا (هانغل: 아도라)، هي مغنية وكاتبة أغاني ومنتجة تسجيل كورية جنوبية. ظهرت لأول مرة كعازفة منفردة في 5 نوفمبر 2021 تحت شركة آورا بأغنية رقمية «ميك يو دانس» التي تضم أونها من فرقة فيفيز وأصدرت أول أغنية «أدوروبل ريبريث» في عام 2022.

## روابط خارجية
- أدورا على إنستغرام